# 梁昌武
梁昌武（1918年1月—2014年12月21日），山东省泰安市东平县人。中华人民共和国政治人物。
早年参加抗日战争，担任八路军115师政治部民运干事、中国人民解放军华东军区支前司令部人民武装部副部长、运输部副部长。1954年，任林业部计划司司长，1961年3月任国家林业部副部长，1982年12月离任。、农林部副部长。2014年去世。